# جامع أمل
جامع أمل هو المسجد الجامع الكبير في آمل، محافظة مازندران، إيران.

## الموقع
موقع المسجد في سوق آمل الساسانيد. يعود تاريخ بنائه إلى القرن الأول الهجري وفي عهد سلالة القاجار وبدايات العصر الصفوي.